# 列寧格勒號直升機航空母艦
列寧格勒號直升機航空母艦是蘇聯第二艘直升機航母，以列寧格勒州首府列寧格勒（現時也是俄羅斯直轄市，名稱更變回聖彼得堡）命名。該艦於1965年在黑海邊的尼古拉耶夫造船廠開工建造，三年後下水。蘇聯解體後該艦歸俄羅斯所有，於1991年6月退役，相關部隊亦於同年12月5日解散，其後於1995年被拖往印度拆船廠解體。

## 外部連結
- Project 1123 Kondor - Moskva class, Russian-Ships.info
- （俄文） Moskva class （页面存档备份，存于）